# Gewindeformer
Der Gewindeformer ist ein schraubenähnliches Werkzeug zur spanlosen Herstellung von Innengewinden. 

## Verfahrensbeschreibung
Der Gewindeformer wird ähnlich dem Gewindebohrer eingesetzt, wird also in einer rotierenden Werkzeugmaschine verwendet. Er besteht aus einem zylindrischen Schaft, der auf der Arbeitsfläche ein umlaufendes Gewinde besitzt. Im Gegensatz zum Gewindebohrer muss dieses nicht durch Schneidkanten unterbrochen sein, kann jedoch Schmiernuten aufweisen, welche das Profil ebenfalls unterbrechen. Allerdings besitzt der Schaft keine Spannuten, um zerspantes Material aufzunehmen, wie ein klassischer Gewindebohrer. 
Die Herstellung eines Innengewindes mit einem Gewindeformer erfolgt wie beim Gewindebohrer durch Eindrehen des Werkzeugs in ein Bohrloch mit passendem Durchmesser. Anders als beim Gewindebohren entsteht das Gewinde jedoch nicht durch Ausschneiden von Material aus dem Bohrloch, sondern durch Verformen. Durch die Kanten des Gewindeformers wird das Material zur Seite gedrückt und zu einem Grat aufgeworfen, der nach mehreren Umdrehungen die Form der Nuten annimmt.

## Einsatz
Mit dem Gewindeformer lassen sich kalt verformbare Materialien, also die meisten Metalle, bearbeiten. Das Gewindeformen erzielt in vielen Materialien aufgrund Kaltverfestigung und Texturierung eine höhere Auszugsfestigkeit der Gewinde, als sie mit geschnittenen Gewinden erreicht würde. Gewindeformer müssen auch eingesetzt werden, wenn keine Späne anfallen dürfen, z. B. weil sich ein Werkstück schlecht reinigen lässt.
Vorteile des Verfahrens sind:
- Keine Späne
- Kein unterbrochener Werkstofffaserverlauf
- Höhere Standzeit als beim Gewindebohrer
- Höhere Bearbeitungsgeschwindigkeit
- Glattere Materialoberfläche nach der Bearbeitung
- Hohe Präzision möglich.

Nachteile des Verfahrens sind:
- Höhere Anforderung an die Bohrlochtoleranzen
- Einsatz als Handwerkzeug schlecht möglich
- Höhere Wärmeentwicklung als beim Schneiden
- Viele Materialien lassen sich nicht formen

Häufig werden Gewindeformer bei Bohrungen eingesetzt, die mittels Fließbohrens hergestellt wurden.

## Varianten
Selbstschneidende Blechschrauben sind in Wirklichkeit oft Schrauben, die ein Gewinde formen. Daneben gibt es auch die gewindeformenden bzw. gewindefurchenden Schrauben für  metrische Gewinde. Diese sind in der Lage, ein metrisches Gewinde im Gegenstück durch Verdrängung zu erzeugen, wenn ein entsprechendes Bohrloch besteht. Die gewindefurchenden Schrauben haben oft ein spezielles Profil, das z. B. auf einem deformierten Zylinder als Grundform basiert, um die Gleitreibung beim Formen des Gewindes zu reduzieren. Voraussetzung für den Einsatz ist, dass das zu verdrängende Material eine niedrigere Festigkeitsklasse hat, als das der Schraube. Der Einsatz solcher Schrauben erspart jedoch mindestens zwei Arbeitsschritte im Vergleich zur konventionellen Gewindeherstellung mit Kernlochbohrung und Gewindebohrung.